# Peru's Next Top Model
Peru's Next Top Model fue una serie de telerrealidad peruana basada en el popular formato estadounidense America's Next Top Model de Tyra Banks. Es la cuarta franquicia latinoamericana después de Brazil's Next Top Model, Mexico's Next Top Model y Colombia's Next Top Model. La primera y única temporada de la serie se transmitió en ATV entre el 7 de septiembre y el 23 de noviembre de 2013.
El programa fue presentado por la modelo peruana Valeria de Santis. Se contó con un elenco de quince concursantes, con una duración de producción de tres meses y un metraje dividido en doce episodios. La ganadora fue Danea Panta, de 23 años, de Trujillo. Como premios recibió un contrato con Mega Model Management en Miami, la portada de la revista Cosas, un contrato de $10,000 dólares con L'Bel Cosmetics, un contrato de $10,000 dólares con Moda Falabella y un contrato de $5,000 dólares con Pantene.

## Formato
El programa muestra a varias aspirantes a modelo, quienes compiten por una oportunidad de comenzar su carrera en la industria del modelaje. Las concursantes son juzgadas semanalmente sobre su apariencia general, la participación en los retos y la mejor foto de la sesión fotográfica de esa semana. Después de la deliberación del jurado en cada episodio, a diferencia de otras versiones de Top Model, el orden de llamados en esta versión es aleatorio, siendo una de las participantes anunciada como la ganadora de la mejor foto. Finalmente, las dos que sean consideradas con el peor desempeño de la semana quedan en las dos últimas, siendo eliminada una de ellas. Se elimina a una concursante cada semana hasta llegar a la final y anunciar a la ganadora del concurso.

## Jueces y otros miembros
El programa emplea un panel de jueces que critican el progreso de las concursantes a lo largo de la competencia, teniendo distintos jueces invitados en cada semana. La supermodelo y empresaria Valeria de Santis fue la presentadora y juez principal del programa, junto a ella en la mesa del jurado estuvieron el supermodelo brasileño Antonio Borges y la periodista editorial y cazatalentos Kitty Garcés. También formó parte del elenco el director de imagen y marketing, Sergio Corvacho, quien se desempeñó como entrenador para las participantes.

## Concursantes
(las edades indicadas corresponden al momento de la filmación)
Semifinalistas
| Participante        | Edad | Altura         | Ciudad natal | Término    | Puesto |
| ------------------- | ---- | -------------- | ------------ | ---------- | ------ |
| Vanesa Mathey       | 18   | 1,72 m (5′ 8″) | Lima         | Episodio 1 | 15–14  |
| Nataly Zúñiga       | 20   | 1,74 m (5′ 9″) | Cuzco        | Episodio 1 | 15–14  |
| Samantha Batallanos | 19   | 1,74 m (5′ 9″) | Lima         | Episodio 1 | 13     |

Finalistas
| Participante              | Edad | Altura          | Ciudad natal | Término     | Puesto |
| ------------------------- | ---- | --------------- | ------------ | ----------- | ------ |
| Mishell Aguilar           | 22   | 1,74 m (5′ 9″)  | Lima         | Episodio 2  | 12     |
| Lorena Dávila             | 25   | 1,75 m (5′ 9″)  | Lima         | Episodio 3  | 11     |
| Claudia Narváez           | 24   | 1,80 m (5′ 11″) | Lima         | Episodio 3  | 10     |
| Gianna Natal              | 22   | 1,71 m (5′ 7″)  | Lima         | Episodio 5  | 9      |
| Tatiana Calmell del Solar | 18   | 1,73 m (5′ 8″)  | Lima         | Episodio 6  | 8      |
| Molly Tuesta              | 23   | 1,69 m (5′ 7″)  | La Libertad  | Episodio 7  | 7      |
| Sharinna Vargas           | 21   | 1,72 m (5′ 8″)  | Lima         | Episodio 8  | 6      |
| Johana Saavedra           | 25   | 1,71 m (5′ 7″)  | Pucallpa     | Episodio 9  | 5      |
| Samantha "Samy" Hauge     | 19   | 1,73 m (5′ 8″)  | Lima         | Episodio 10 | 4      |
| Laura Cuadros             | 24   | 1,72 m (5′ 8″)  | Lima         | Episodio 11 | 3      |
| Giordana Carrillo         | 22   | 1,72 m (5′ 8″)  | Lima         | Episodio 12 | 2      |
| Danea Panta               | 23   | 1,76 m (5′ 9″)  | Trujillo     | Episodio 12 | 1      |

## Episodios
| N.º | Título        | Fecha de emisión original |
| --- | ------------- | ------------------------- |
| 1 | «Episodio 1»  | 7 de septiembre de 2013   |
| - Fotógrafa invitada: Lucia Arana |               |                           |
| 2 | «Episodio 2»  | 14 de septiembre de 2013  |
| - Fotógrafo invitado: Gustavo Arrué - Invitados especiales: Rafa Delgado Aparicio, Daniel Rodríguez, Roger Loayza y Magaly Medina                               |               |                           |
| 3 | «Episodio 3»  | 21 de septiembre de 2013  |
| - Fotógrafo invitado: César Guerrero - Invitados especiales: Vero Momenti, Marco Apolayan y Rafael Delgado Aparicio                                             |               |                           |
| 4 | «Episodio 4»  | 28 de septiembre de 2013  |
| - Fotógrafo invitado: Yayo López - Invitados especiales: Ana María Guiulfo y Sitka Semsch                                                                       |               |                           |
| 5 | «Episodio 5»  | 5 de octubre de 2013      |
| - Invitados especiales: Roberto Otoya y Patricia Uehara |               |                           |
| 6 | «Episodio 6»  | 12 de octubre de 2013     |
| - Fotógrafa invitada: Lucia Arana - Invitados especiales: Gerardo Privat y Jimena Mujica                                                                        |               |                           |
| 7 | «Episodio 7»  | 19 de octubre de 2013     |
| - Fotógrafos invitados: Carlos Rojas & Edward Alba - Invitados especiales: Gian Piero Díaz y Andrea Llosa                                                       |               |                           |
| 8 | «Episodio 8»  | 26 de octubre de 2013     |
| - Fotógrafo invitado: Rafo Iparraguirre - Invitados especiales: Gerardo Larrea y Antonio Choy-Kay                                                               |               |                           |
| 9 | «Episodio 9»  | 2 de noviembre de 2013    |
| - Fotógrafo invitado: Jacques Ferrand - Invitados especiales: Andrea Llosa, Sumy Kujon, Ana María Guiulfo, Adriana Miro Quesada, Javier Rivero y Noe Bernacelli |               |                           |
| 10 | «Episodio 10» | 9 de noviembre de 2013    |
| - Invitados especiales: Fiorella Espejo y Percy Céspedez |               |                           |
| 11 | «Episodio 11» | 16 de noviembre de 2013   |
| - Fotógrafos invitados: Edward Alva y Jacques Ferrand - Invitados especiales: Adriana Miro Quesada y Veronica Momenti                                           |               |                           |
| 12 | «Episodio 12» | 23 de noviembre de 2013   |
| - Fotógrafo invitado: Jacques Ferrand - Invitado especial: Pepe Corzo                                                                                           |               |                           |

## Sumario

### Orden de llamados
| 1  | Danea    | Gianna   | Danea    | Molly    | Sharinna | Samy     | Laura    | Giordana | Samy     | Laura    | Danea    | Danea    |  |  |  |  |  |  |  |  |  |  |  |  |
| 2  | Claudia  | Johana   | Tatiana  | Giordana | Tatiana  | Johana   | Johana   | Samy     | Giordana | Danea    | Giordana | Giordana |  |  |  |  |  |  |  |  |  |  |  |  |
| 3  | Sharinna | Danea    | Molly    | Samy     | Danea    | Sharinna | Sharinna | Danea    | Laura    | Giordana | Laura    |          |  |  |  |  |  |  |  |  |  |  |  |  |
| 4  | Samy     | Laura    | Samy     | Gianna   | Giordana | Danea    | Danea    | Johana   | Danea    | Samy     |          |          |  |  |  |  |  |  |  |  |  |  |  |  |
| 5  | Molly    | Samy     | Laura    | Sharinna | Molly    | Molly    | Giordana | Laura    | Johana   |          |          |          |  |  |  |  |  |  |  |  |  |  |  |  |
| 6  | Laura    | Claudia  | Gianna   | Laura    | Samy     | Giordana | Samy     | Sharinna |          |          |          |          |  |  |  |  |  |  |  |  |  |  |  |  |
| 7  | Lorena   | Sharinna | Sharinna | Johana   | Laura    | Laura    | Molly    |          |          |          |          |          |  |  |  |  |  |  |  |  |  |  |  |  |
| 8  | Tatiana  | Giordana | Giordana | Tatiana  | Johana   | Tatiana  |          |          |          |          |          |          |  |  |  |  |  |  |  |  |  |  |  |  |
| 9  | Giordana | Tatiana  | Johana   | Danea    | Gianna   |          |          |          |          |          |          |          |  |  |  |  |  |  |  |  |  |  |  |  |
| 10 | Gianna   | Molly    | Claudia  |          |          |          |          |          |          |          |          |          |  |  |  |  |  |  |  |  |  |  |  |  |
| 11 | Johana   | Lorena   | Lorena   |          |          |          |          |          |          |          |          |          |  |  |  |  |  |  |  |  |  |  |  |  |
| 12 | Mishell  | Mishell  |          |          |          |          |          |          |          |          |          |          |  |  |  |  |  |  |  |  |  |  |  |  |

     La concursante fue eliminada de la competencia
     La concursante obtuvo la mejor foto de la semana
     La concursante fue descalificada de la competencia
     La concursante fue originalmente eliminada pero luego fue salvada
     La concursante fue inmune a la eliminación
     La concursante ganó la competencia

### Guía de las sesiones de fotos
- Episodio 1: Fotos simples de cuerpo entero; foto grupal envueltas en telas (casting)
- Episodio 2: Alta costura en Gamarra
- Episodio 3: Moda de los años 90
- Episodio 4: Gladiadoras en la playa La Herradura
- Episodio 5: Pasarela en un hangar
- Episodio 6: Posando en un yate con Antonio Borges para Moët & Chandon
- Episodio 7: Anuncio para Agua Cielo; topless cubiertas con pintura para la joyería FinArt
- Episodio 8: Glamazonas en Tarapoto
- Episodio 9: Vestidos de los años 40
- Episodio 10: Comercial para Movistar; fotos sensuales con una boa constrictora
- Episodio 11: Anuncio impreso para L'bel; posando en un caballo para Cosas
- Episodio 12: Princesas incas futuristas en Machu Picchu; encarnando a la Virgen María en Cuzco

### Cambios de imagen
- Claudia – Corte socavado atrás y largo al frente
- Danea – Corte bob y teñido de marrón chocolate
- Gianna – Corte en capas y teñido de rubio claro
- Giordana – Tratamiento capilar y recortado
- Johana – Recortado y degrafilado
- Laura – Corte recto con flequillo pesado
- Molly – Recortado, ondulado y reflejos de marrón claro
- Sami – Corto bob y teñido de rubio platino
- Sharinna – Laceado permanente
- Tatiana – Corte bob con flequillo y teñido de negro azabache